# Lochkovský tunel
Lochkovský tunel (pracovní názvy Tunel Marie, Tunel Lahovice či Tunel Lochkov) je součást jihozápadní části dálnice D0 (Pražského okruhu), konkrétně stavby 514. Tento tunel o celkové délce 1 661 m, resp. 1 620 m u levého tubusu, překonává výškový rozdíl mezi náhorní plošinou u Lochkova a údolím při soutoku Vltavy s Berounkou u Radotína. Podélný sklon je 3–4 %. Tunel má dvě samostatné tunelové trouby. Roura severní (stoupací, pravá) je třípruhová, jižní (klesající, levá) je jen dvouproudá. Z celkové délky je raženo 1 252 m (levý tubus), resp. 1 302 m (pravý tubus). Hloubené části u Lahovic jsou 20 m (levý) resp. 12 m (pravý), u Lochkova pak 347 m (oba tubusy). Na spodním konci tunelu na portály přímo navazuje Radotínský most, kde se Pražský okruh mimoúrovňově kříží s dálnicí D4. Tunel byl ražen novou rakouskou tunelovací metodou, ražba byla ukončena 7. srpna 2008. Mezi tubusy je i šest ražených tunelových propojek pro zajištění možnosti úniku osob při havárii. V tubusech jsou rovněž jeden až dva nouzové zálivy. Součástí tunelu je i technologické centrum situované před portálem a výdechový a nasávací objekt Lochkov.
Celkové náklady na stavbu tunelu Lochkov se odhadují na 5,9 miliard korun (celkové náklady na stavbu úseku 514 dle smlouvy a bez DPH činily 7 448 429 698 Kč). Investorem stavby bylo Ředitelství silnic a dálnic ČR, část nákladů však uhradil Fond soudržnosti EU. Tunel byl spolu s celým jihozápadním segmentem Pražského okruhu otevřen 20. září 2010.

## Galerie

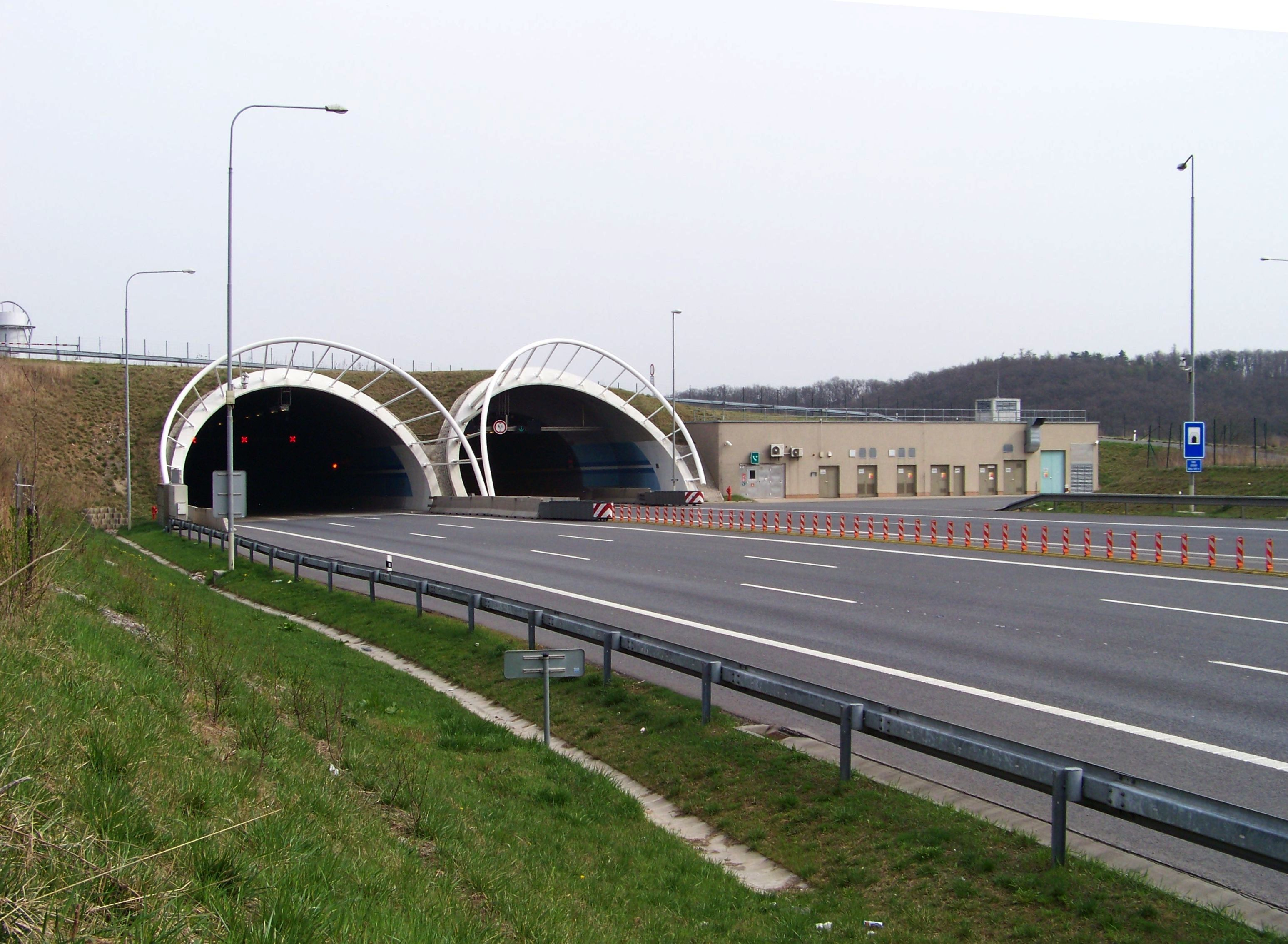
Portál Lochkovského tunelu u Slavičího mostu
- Videozáznam jízdy v části úseku od Radotínského mostu ke Slavičímu mostu (30 sekund, bez zvuku)